# ハジ・モハマッド・ハシェム・ザマン
ムハンマド・ハーシェム・ザマーニー（パシュトゥー語: محمد هاشم زماني, ラテン文字転写: Mohammad Hashem Zamani, 1929年 - 2005年）は、アフガニスタンの政治家、ムジャーヒディーン。

## 経歴
クナル州出身。パシュトゥーン人、サフィ部族。父ミール・ザマーニー・ハーンは、アマーヌッラー・ハーン国王の将軍。クナール・ハーンの末裔で、非公認ではあるがハーン位を継承している。
サフィ部族反乱の扇動の容疑で、ザーヒル・シャー国王の命令により捕らえられ、1950年代中盤～1960年代初めの13年間、刑務所に服役した。その後、脱獄し、ヘラートに隠れた。
1960年代中盤、恩赦され、カーブルに戻る。
1978年の四月革命後、アフガニスタン人民民主党政権と敵対し、ムジャーヒディーン部隊を組織し、1980年代初めには、アフガニスタン全土に展開した。ザマーニー自身も、ナンガルハール州でソ連軍の戦車を撃破したという。
アフガニスタン内戦時は、ターリバーンと敵対。1990年代中盤にフランスに亡命。
2001年10月、パキスタンのペシャーワルに移り、ターリバーンとの武装闘争の開始を表明した。当時、ザマーニーは、ハーミド・カルザイ、アブドル・ハクと並んでアフガニスタンの新指導者の1人と見られており、北部同盟の多極化政策に反対し、連合政権とザーヒル・シャー国王の復位を支持していた。
2001年11月、パシュトゥーン人のジルガにより、ナンガルハール州の警備司令に選出。